# 鹿島孝二
鹿島 孝二（かしま こうじ、1905年4月21日 ‐ 1986年11月13日）は、日本の小説家。長谷川伸一門のユーモア小説作家である。日本文芸家協会常務理事、日本文芸著作権保護同盟理事を歴任、「長谷川伸の会・新鷹会」の中心メンバーであった。

## 人物・来歴
1905年（明治38年）4月21日、千葉県に生まれ、東京府東京市下谷区稲荷町（現在の東京都台東区東上野）で育つ。
長じて、旧制・早稲田大学高等師範部（現在の早稲田大学教育・総合科学学術院）國語漢文科を卒業する。
1931年（昭和6年）、第9回サンデー毎日大衆文芸選外佳作となる。1939年（昭和14年）1月、大日本雄辯会講談社（現在の講談社）の総合雑誌『キング』1月号に掲載された『銃後の青春』が、同年上半期の第9回直木三十五賞の参考候補となる。
1967年（昭和42年）、ライフワークとなる『湘南滑稽譚』の執筆を開始する。
1976年（昭和51年）、『湘南滑稽譚』により第4回日本作家クラブ賞、1978年（昭和53年）、第20回児童文化功労者を受賞した。
1986年（昭和61年）11月13日、死去した。満81歳没。没後、遺族が蔵書を平塚市に寄贈し、1991年（平成3年）、平塚市図書館に「鹿島孝二文庫」が開設された。

## ビブリオグラフィ
国立国会図書館蔵書。
- 『微笑設計』、パブリ社、1938年
- 『一億の柱』、博文館、1941年
- 『男の敵』、興亜文化協会、1941年
- 『愛情延期』、ユーモア文庫、東成社、1942年
- 『情熱工作機械』、日本小説新書、講談社、1943年
- 『暁の海峡』、輝文堂書房、1944年
- 『カナリヤ娘』、絵津田譲、偕成社、1949年
- 『暁の凱歌』、絵飯塚羚児、偕成社、1949年
- 『初恋トンコ娘』、新小説文庫 第128、新小説社, 1951
- 『淑女諸君』、文芸図書出版社, 1952
- 『娘十九はまだ純情よ』、文芸図書出版社, 1952
- 『失恋救済業』、ユーモア小説全集 第8、東成社, 1952
- 『アプレ結婚』、文芸図書出版社, 1952
- 『友情馬車』、絵川原久仁於、偕成社、1953年
- 『巨鯨先生』、絵三条美津夫、少年少女ユーモア文庫、宝文館、1953年
- 『私は中学生です』、絵高橋国利、少年少女ユーモア文庫、宝文館、1953年
- 『青春採点簿』、文芸図書出版社、1953年
- 『関白マダム』、毎日新聞社、1953年
- 『青春の構図』、東方社、1953年
- 『みんなあげるわ』、文芸図書出版社、1953年
- 『青春の扉』、東方社、1953年
- 『恋愛適齢期』、東方社、1953年
- 『恋愛山脈』、東方社、1953年
- 『緑の旅行鞄』、東方社、1953年
- 『ろまんす横丁』、東方社、1953年
- 『青春の道草』、東方社、1953年
- 『恋愛処方箋』、東方社、1954年
- 『青春遊覧船』、東方社、1954年
- 『火炎樹』、東方社、1954年
- 『美男の審判』、東方社、1954年
- 『恋の特種』、東方社、1954年
- 『おとこ大学 第2』、東方社、1954年
- 『深夜のお客様』、東方社、1954年
- 『ひとりは寂し』、東方社、1954年
- 『かみなりクラブ』、絵久米宏一、少年少女ユーモア文庫、宝文館、1955年
- 『おとこ大学 第1』、東方社、1955年
- 『おとこ大学 第3』、東方社、1955年
- 『青春処方箋』、人気作家小説全集 第8、東京文芸社、1955年
- 『週間奥様』、東方社、1955年
- 『良人の冒険』、東方社、1955年
- 『君は千人風呂』、東方新書、東方社、1955年
- 『淑女諸君!』、東方社、1955年
- 『お天気小路』、東方新書、東方社、1955年
- 『ソロの流れ』、東方新書、東方社、1955年
- 『むすこ大学』、平凡映画小説シリーズ、平凡出版、1955年
- 『愛情の椅子 第1』、東京文芸社、1955年
- 『愛情の椅子 第2』、東京文芸社、1955年
- 『進出マダム』、東方社、1955年
- 『若旦那組合』、東方社、1955年
- 『愛情保存帖』、東方社、1955年
- 『わが恋は・続』、東京文芸社、1956年
- 『妻の冒険』、東方社、1956年
- 『平馬恋修行』、桃源社、1956年
- 『意地息子 第1』、東京文芸社、1956年
- 『意地息子 第2』、東京文芸社、1956年
- 『おんな大学 第1』、東方社、1956年
- 『完成娘時代』、東方社、1956年
- 『青春泥棒』、東方社、1956年
- 『青春大学』、東京文芸社、1957年
- 『Y夫人の悲鳴』、東方社、1957年
- 『君のうなじは』、ユーモア名作文庫、桃源社、1957年
- 『お邪魔します』、ユーモア名作文庫、桃源社、1957年
- 『貴女は愛していない』、桃源社、1957年
- 『紳士艶笑す』、東方社、1957年
- 『縋らない妻』、ユーモア名作文庫、桃源社、1957年
- 『まさみちゃん』、(画・赤塚不二夫)　集英社「少女ブック」付録、1957年
- 『一人息子』、東京文芸社、1958年
- 『鹿島孝二明朗長編選集 第1-2巻』、桃源社、1959年
- 『鹿島孝二明朗長編選集 第3巻』、桃源社、1959年
- 『鹿島孝二明朗長編選集 第4巻』、桃源社、1959年
- 『鹿島孝二明朗長編選集 第5巻』、桃源社、1959年
- 『鹿島孝二明朗長編選集 第6巻』、桃源社、1959年
- 『淑女と息子』、東京文芸社、1959年
- 『しゃっくり男』、桃源社、1959年
- 『花婿厳選中』、浪速書房、1959年
- 『淑女諸君』、浪速書房、1959年
- 『青春採点簿』、浪速書房、1959年
- 『恋愛処方箋』、同人社、1959年
- 『海は笑ってるよ』、東京文芸社、1959年
- 『鹿島孝二明朗長編選集 第7巻』、桃源社、1960年
- 『鹿島孝二明朗長編選集 第8巻』、桃源社、1960年
- 『鹿島孝二明朗長編選集 第9巻』、桃源社、1960年
- 『鹿島孝二明朗長編選集 第10巻』、桃源社、1960年
- 『鹿島孝二明朗長編選集 第11巻』、桃源社、1960年
- 『鹿島孝二明朗長編選集 第12巻』、桃源社、1960年
- 『二人で話しましょう』、東京文芸社、1960年
- 『銀座の柳と青年と』、桃源社、1960年
- 『僕は浮気者』、東京文芸社、1960年
- 『明日はあなたと』、浪速書房、1961年
- 『西社員東社員』、東京文芸社、1961年
- 『葡萄酒息子』、桃源社、1962年
- 『恋愛処方箋』、春陽文庫、春陽堂文庫出版、1962年
- 『マリの恋人』、東方社、1962年
- 『美男の審判』、春陽文庫、春陽堂文庫出版、1962年
- 『ご馳走さま』、東京文芸社、1962年
- 『今日は本番』、東京文芸社、1962年
- 『両手に花』、東方社、1962年
- 『青春採点簿』、春陽文庫、春陽堂、1962年
- 『女づくり』、東京文芸社、1963年
- 『若い道連れ』、光風社、1963年
- 『花婿厳選中』、春陽文庫、春陽堂書店、1963年
- 『明日はあなたと』、春陽文庫、春陽堂、1963年
- 『青春大学』、春陽文庫、春陽堂、1963年
- 『再婚新婚』、東京文芸社、1964年
- 『僕は冷たくない』、東京文芸社、1964年
- 『初恋列車』、春陽文庫、春陽堂、1964年
- 『君は南国』、光風社、1964年
- 『ただいま別居中』、東京文芸社、1965年
- 『再婚新婚』、東京文芸社、1965年
- 『おとこ大学 婚前教室の巻』、春陽文庫、春陽堂書店、1965年
- 『優等家族』、Tokyo Books, 東京文芸社、1966年
- 『彼は傑物』、ポピュラー・ブックス、桃源社、1966年
- 『緑の旅行カバン』、春陽文庫、春陽堂書店、1966年
- 『僕は独身です』、春陽文庫、春陽堂書店、1966年
- 『ひとり歩き』、青樹社、1966年
- 『女子高校生』、春陽文庫、春陽堂書店、1966年
- 『おとこ大学 新婚教室の巻』、春陽文庫、春陽堂書店、1966年
- 『独身駐在員』、東方社、1966年
- 『おとこ大学 細君教育の巻』、春陽文庫、春陽堂書店、1967年
- 『口から先』、青樹社、1967年
- 『おんな大学』、春陽文庫、春陽堂書店、1967年
- 『ふたりの採点』、Tokyo Books, 東京文芸社、1967年
- 『賢妻を求む』、青樹社、1968年
- 『天地自然』、Tokyo Books, 東京文芸社、1969年
- 『湘南滑稽譚』、サンケイ新聞社出版局、1970年
- 『おんな飼育係』、青樹社、1970年
- 『マーク・トウエーン』、サン・ポケット・ブックス、春陽堂書店、1971年
- 『湘南ゴルフ麗人学校』、Tokyo Books, 東京文芸社、1973年
- 『大正の下谷っ子』、青蛙房、1976年
- 『負けない嫁』、講談社、1984年7月

## フィルモグラフィ
- 『新妻よお静かに』 : 監督野口博志、脚本笠原良三、日活多摩川撮影所、1940年
- 『僕の花嫁』 : 監督和田敏三、脚本伊勢野重任、大都映画、1940年
- 『節約夫人』 : 監督宗本英男、脚本池田忠雄、松竹大船撮影所、1940年
- 『豪傑系図』 : 監督岡田敬、脚本笠原良三、大映第一撮影所、1942年
- 『初恋トンコ娘』 : 監督斎藤寅次郎、脚本伏見晁、松竹大船撮影所、1951年
- 『飛び出した若旦那』 : 監督瑞穂春海、脚本津路嘉郎、松竹大船撮影所、1951年
- 『相惚れトコトン同志』 : 監督・脚本川島雄三、松竹大船撮影所、1952年
- 『娘十九はまだ純情よ』 : 監督毛利正樹、脚本井手雅人、新東宝、1952年
- 『明日は月給日』 : 監督川島雄三、脚本柳沢類寿、松竹大船撮影所、1952年 - 宮崎博史・北町一郎と共同原作
- 『関白マダム』 : 監督池田忠雄、脚本津路嘉郎・椎名利夫、松竹大船撮影所、1953年
- 『若旦那武勇伝』 : 監督芦原正、脚本池田忠雄、松竹京都撮影所、1954年
- 『おとこ大学 新婚教育の巻』 : 監督田畠恒男、脚本椎名利夫、松竹大船撮影所、1954年
- 『続おとこ大学 新婚教室』 : 監督・脚本野村芳太郎、松竹大船撮影所、1955年
- 『おんな大学』 : 監督穂積利昌、脚本富田義郎、松竹大船撮影所、1955年
- 『むすこ大学』 : 監督番匠義彰、脚本椎名利夫、松竹大船撮影所、1956年
- 『サラリーマン手帳 坊ちゃん社員とぼんぼん社員』 : 監督酒井欣也、脚本山下与志一・森田竜男、松竹京都撮影所、1961年
- 『おとこ大学』 : 監督戸国浩器、東宝 / フジテレビジョン、テレビ映画、1963年 - 1964年[6]
- 『ファイト君』 : 日本放送協会、テレビドラマ、1965年 - 1966年[7]